# Deutsche Leichtathletik-Hallenmeisterschaften 2014
Die 61. Deutschen Leichtathletik-Hallenmeisterschaften fanden am 22. und 23. Februar 2014 in der Arena Leipzig statt. Zum fünften Mal war Leipzig Gastgeber. Mit insgesamt 7500 Zuschauern war die Arena ausverkauft.

## Ausgelagerte Wettbewerbe
Die Mehrkämpfe und Gehwettbewerbe wurden am 1. und 2. Februar in der Leichtathletikhalle Frankfurt-Kalbach bei den parallel durchgeführten Deutschen Hallenmehrkampfmeisterschaften und den Deutschen Geher-Hallenmeisterschaften ausgetragen. Die 3-mal-1000-Meter-Staffeln konkurrierten am 16. Februar im Rahmen der Deutschen Jugendhallenmeisterschaften in Sindelfingen.

## Medaillengewinner

### Frauen
| Disziplin         | Gold                                                                               | Leistung     | Silber                                                              | Leistung     | Bronze                                                                                    | Leistung     |
| ----------------- | ---------------------------------------------------------------------------------- | ------------ | ------------------------------------------------------------------- | ------------ | ----------------------------------------------------------------------------------------- | ------------ |
| 60 m              | Verena Sailer (MTG Mannheim)                                                       | 7,14 s       | Yasmin Kwadwo (MTG Mannheim)                                        | 7,27 s       | Tatjana Pinto (LG Brillux Münster)                                                        | 7,28 s       |
| 200 m             | Rebekka Haase (LV 90 Erzgebirge)                                                   | 23,17 s      | Maike Dix (TV Wattenscheid 01)                                      | 23,40 s      | Nadine Gonska (MTG Mannheim)                                                              | 23,74 s      |
| 400 m             | Esther Cremer (TV Wattenscheid)                                                    | 52,64 s      | Lara Hoffmann (LT DSHS Köln)                                        | 53,37 s      | Ruth Sophia Spelmeyer (VfL Oldenburg)                                                     | 53,43 s      |
| 800 m             | Fabienne Kohlmann (LG Karlstadt-Gambach-Lohr)                                      | 2:03,27 min  | Christina Hering (LG Stadtwerke München)                            | 2:03,30 min  | Aline Krebs (ATSV Saarbrücken)                                                            | 2:04,62 min  |
| 1500 m            | Annett Horna (LC Rehlingen)                                                        | 4:23,41 min  | Denise Krebs (TV Wattenscheid 01)                                   | 4:24,17 min  | Lena Klaassen (TSV Bayer 04 Leverkusen)                                                   | 4:24,29 min  |
| 3000 m            | Maren Kock (LG Telis Finanz Regensburg)                                            | 9:01,09 min  | Elina Sujew (LT Haspa Marathon Hamburg)                             | 9:04,96 min  | Corinna Harrer (LG Telis Finanz Regensburg)                                               | 9:06,99 min  |
| 3000 m Bahngehen  | Nicole Best (TV Groß-Gerau)                                                        | 14:06,31 min | Bianca Schenker (LG Vogtland)                                       | 14:10,71 min | Brit Schröter (LG Vogtland)                                                               | 14:30,87 min |
| 60 m Hürden       | Nadine Hildebrand (VfL Sindelfingen)                                               | 7,92 s       | Cindy Roleder (LAZ Leipzig)                                         | 7,95 s       | Pamela Dutkiewicz (TV Wattenscheid 01)                                                    | 8,19 s       |
| 4 × 200 m Staffel | TV Wattenscheid 01 (Maike Dix, Esther Cremer, Maral Feizbakhsh, Pamela Dutkiewicz) | 1:34,67 min  | LT DSHS (Leena Günther, Lena Schmidt, Lara Hoffmann, Linda Krevert) | 1:34,96 min  | TSV Bayer 04 Leverkusen (Kira Biesenbach, Anna Maiwald, Frederike Hogrebe, Julia Förster) | 1:36,00 min  |
| Hochsprung        | Marie-Laurence Jungfleisch (LAV Stadtwerke Tübingen)                               | 1,92 m       | Imke Onnen (LG Hannover)                                            | 1,80 m       | Katarina Mögenburg (TSV Bayer 04 Leverkusen)                                              | 1,80 m       |
| Stabhochsprung    | Silke Spiegelburg (TSV Bayer 04 Leverkusen)                                        | 4,61 m       | Kristina Gadschiew (LAZ Zweibrücken)                                | 4,61 m       | Lisa Ryzih (ABC Ludwigshafen)                                                             | 4,51 m       |
| Weitsprung        | Sosthene Moguenara (TV Wattenscheid 01)                                            | 6,49 m       | Nadja Käther (Hamburger SV)                                         | 6,48 m       | Lisa Steinkamp (LAV Tübingen)                                                             | 6,45 m       |
| Dreisprung        | Kristin Gierisch (LAC Erdgas Chemnitz)                                             | 14,03 m      | Jenny Elbe (Dresdner SC)                                            | 13,83 m      | Katja Demut (LC Jena)                                                                     | 13,66 m      |
| Kugelstoßen       | Christina Schwanitz (LV 90 Erzgebirge)                                             | 19,89 m      | Josephine Terlecki (Hallesche LF)                                   | 17,50 m      | Lena Urbaniak (LG Filstal)                                                                | 16,97 m      |
| Hallenfünfkampf   | Kira Biesenbach (TSV Bayer 04 Leverkusen)                                          | 4230 Punkte  | Alina Biesenbach (TSV Bayer 04 Leverkusen)                          | 4226 Punkte  | Cindy Roleder (LAZ Leipzig)                                                               | 4187 Punkte  |

### Männer
| Disziplin          | Gold                                                                               | Leistung         | Silber                                                                               | Leistung     | Bronze                                                                  | Leistung     |
| ------------------ | ---------------------------------------------------------------------------------- | ---------------- | ------------------------------------------------------------------------------------ | ------------ | ----------------------------------------------------------------------- | ------------ |
| 60 m               | Christian Blum (TV Wattenscheid 01)                                                | 6,61 s           | Lucas Jakubczyk (SC Charlottenburg)                                                  | 6,61 s       | Alex Schaf (VfB Stuttgart)                                              | 6,64 s       |
| 200 m              | Robin Erewa (TV Wattenscheid 01)                                                   | 20,56 s          | Sebastian Ernst (TV Wattenscheid 01)                                                 | 20,62 s      | Aleixo-Platini Menga (TSV Bayer 04 Leverkusen)                          | 20,99 s      |
| 400 m              | Eric Krüger (SC Magdeburg)                                                         | 46,92 s          | Miguel Rigau (LT DSHS Köln)                                                          | 46,98 s      | Marco Kaiser (Dresdner SC)                                              | 47,52 s      |
| 800 m              | Andreas Lange (LG Reinbek/Ohe)                                                     | 1:51,85 min      | Sören Ludolph (LG Braunschweig)                                                      | 1:52,08 min  | Patrick Zwicker (LC Rehlingen)                                          | 1:52,14 min  |
| 1500 m             | Homiyu Tesfaye (LG Eintracht Frankfurt)                                            | 3:47,28 min      | Florian Orth (LG Telis Finanz Regensburg)                                            | 3:47,82 min  | Christoph Lohse (TV Wattenscheid 01)                                    | 3:48,02 min  |
| 3000 m             | Homiyu Tesfaye (LG Eintracht Frankfurt)                                            | 7:58,09 min      | Carsten Schlangen (LG Nord Berlin)                                                   | 7:58,62 min  | Marcel Fehr (LG Limes-Rems)                                             | 7:59,15 min  |
| 5000 m Bahngehen   | Nils Brembach (SC Potsdam)                                                         | 19:48,65 min     | Nils Gloger (SC Potsdam)                                                             | 19:53,98 min | Marcel Lehmberg (SC Potsdam)                                            | 20:09,55 min |
| 60 m Hürden        | Erik Balnuweit (LAZ Leipzig)                                                       | 7,60 s           | Gregor Traber (LAV Tübingen)                                                         | 7,66 s       | Helge Schwarzer (Hamburger SV)                                          | 7,78 s       |
| 4 × 200 m Staffel  | TV Wattenscheid 01 (Julian Reus, Robin Erewa, Sebastian Ernst, Alexander Kosenkow) | 1:23,51 min (NR) | SC Charlottenburg (Lucas Jakubczyk, Eric Franke, George Petzold, Maximilian Kessler) | 1:24,27 min  | LAZ Leipzig (Roy Schmidt, Martin Keller, Robert Hering, Erik Balnuweit) | 1:25,60 min  |
| 3 × 1000 m Staffel | TV Wattenscheid (Jonas Beverungen, Martin Bischoff, Christoph Lohse)               | 7:13,16 min      | LC Rehlingen (Nils Klein, Philipp Stief, Patrick Zwicker)                            | 7:15,77 min  | StG Laufteam Erfurt-Worbis (Tim Stegemann, Rico Schwarz, Kevin Stadler) | 7:16,86 min  |
| Hochsprung         | Martin Günther (LG Eintracht Frankfurt)                                            | 2,28 m           | Mateusz Przybylko (TSV Bayer 04 Leverkusen)                                          | 2,24 m       | Raúl Spank (LG Nord Berlin)                                             | 2,20 m       |
| Stabhochsprung     | Malte Mohr (TV Wattenscheid 01)                                                    | 5,84 m           | Florian Gaul (VfL Sindelfingen)                                                      | 5,50 m       | Hendrik Gruber (TSV Bayer 04 Leverkusen)                                | 5,40 m       |
| Weitsprung         | Julian Howard (LG Region Karlsruhe)                                                | 7,98 m           | Christian Reif (LC Rehlingen)                                                        | 7,89 m       | Marcel Kirstges (LG Rhein-Wied)                                         | 7,75 m       |
| Dreisprung         | Andreas Pohle (ASV Erfurt)                                                         | 16,42 m          | Martin Seiler (ABC Ludwigshafen)                                                     | 16,12 m      | Martin Jasper (LC Rehlingen)                                            | 16,01 m      |
| Kugelstoßen        | David Storl (LAC Erdgas Chemnitz)                                                  | 21,22 m          | Tobias Dahm (VfL Sindelfingen)                                                       | 19,18 m      | Tobias Hepperle (VfB Stuttgart)                                         | 18,86 m      |
| Hallensiebenkampf  | Kai Kazmirek (LG Rhein-Wied)                                                       | 6083 Punkte      | Matthias Prey (SC Rönnau)                                                            | 5734 Punkte  | René Stauß (LAV Tübingen)                                               | 5711 Punkte  |